# 천추스
천추스(중국어: 陈秋实, 병음: Chén Qiūshí, 1985년 9월 19일 ~ )는 중국의 변호사, 활동가, 시민기자, 연설가이다.

## 내력
천추스는 1985년 9월 19일 헤이룽장성 다싱안링 지구에서 태어났다. 헤이룽장 대학에서 법학을 전공하였다. 졸업 후 2015년, 베이징시에 소재한 베이징룽안 변호사(北京隆安律师) 사무소에 재직하였다. 2019년 12월 31일, 사무소에서 계약기간이 만료되어, 법률사무소를 퇴직하였다.

## 활동

### 홍콩 시위관련
천추스는 2019년 홍콩 시위에 관한 온라인 영상을 게시하여 정부가 시위대를 폭력적인 폭동자로 규정한 것에 대해 비난했다. 비디오가 공개된 지 며칠 후 그는 베이징 당국에 의해 구금되어 시나웨이보 계정과 영상을 삭제했다. 삭제하기 전에 그의 시나웨이보 계정에는 740,000명의 팔로우가 있었다.

### 코로나바이러스감염증-19관련
홍콩 시위에 대한 보도로 중국 소셜 미디어에서 차단된 후 천추스는 유튜브와 트위터에 글을 계속 게시하였다. 천추스는 1월 30일에 우한 병원에서 많은 사람들이 복도에 누워있는 모습을 보여주는 영상을 게시하였다. 천추스는 영상에서, 
| “ | 저는 두렵습니다. 저는 제 앞에는 질병이 있으며, 뒤로는 중국의 법과 행정권이 있습니다. 그러나 내가 살아있는 한 내가 본 것과 들은 것에 대해 말할 것입니다. 나는 죽는 것을 두려워하지 않습니다. 공산당, 당신을 왜 두려워해야합니까? | ” |

라고 말하였다. 2020년 2월 초, 천추스는 코로나바이러스 발생에 대해 보고하면서 430,000명의 유튜브 팔로워와 246,000명의 트위터 팔로워가 있었다. 천추스는 2020년 2월 6일부터 모습을 보이지 않았다. 2월 7일, 가족과 친구들은 천추스는 알려지지 않은 시간과 장소에 구금되어 알 수 없는 위치에 구금되어 있다는 소식을 당국으로부터 받았다. 당국은 구금 사유가 검역이라고 주장했다.